# NGC 995
NGC 995 est une galaxie lenticulaire située dans la constellation d'Andromède. NGC 995 a été découverte par l'astronome français Édouard Stephan en 1871.

## Caractéristiques
Sa vitesse par rapport au fond diffus cosmologique est de 3 795 ± 25 km/s, ce qui correspond à une distance de Hubble de 56,0 ± 3,9 Mpc (∼183 millions d'al).
À ce jour, une mesure non basée sur le décalage vers le rouge (redshift) donne une distance d'environ 47,000 Mpc (∼153 millions d'al). Cette valeur est à l'extérieur des valeurs de la distance de Hubble. Notons que c'est avec la valeur moyenne des mesures indépendantes, lorsqu'elles existent, que la base de données NASA/IPAC calcule le diamètre d'une galaxie et qu'en conséquence le diamètre de NGC 995 pourrait être d'environ 27,7 kpc (∼90 300 al) si on utilisait la distance de Hubble pour le calculer.